# Marieh Delfino
Marieh Delfino (* 24. September 1977 in Caracas) ist eine venezolanische Schauspielerin.

## Leben
Marieh Delfino wurde in Caracas als Tochter einer Balletttänzerin und eines Unternehmers geboren. Im Alter von sechs Jahren zog sie mit ihrer Familie nach Miami, wo sie mit ihrer Schwester aufwuchs. Sie besuchte eine Eliteschule für Mädchen in Massachusetts. Anschließend zog sie nach Los Angeles um an der UCLA Psychologie zu studieren. Marieh Delfino spricht fließend Spanisch und Englisch und kann sich darüber hinaus auf Französisch verständigen. Zu ihren Hobbys zählen Reisen, Eislaufen, Reiten, Kickboxen, Wasserski fahren, Tennis und Yoga.

## Karriere
Ihr Schauspieldebüt hatte Delfino in der Fernsehserie All About Us, in der sie in 13 Folgen die Rolle der Niki Merrick spielte. Anschließend folgten zwei Auftritte in der Fernsehserie Boston Public, in denen sie eine ehrgeizige Studentin spielte. Im Jahr 2002 ist sie in der Verfilmung zu Nancy Drew, Nancy Drew – Auf der Such nach der Wahrheit, zu sehen. Maggie Lawson spielte in diesem Film die Titelheldin. Noch im gleichen Jahr erhielt sie eine kleine Rolle in dem Filmdrama Auto Focus neben Willem Dafoe und Greg Kinnear. In der Direct-to-DVD-Produktion College Animals spielte Marieh Delfino die Studentin Gerri. In dem Horrorfilm Jeepers Creepers 2 spielte sie die Rolle der Rhonda. 2005 hatte sie einen Gastauftritt in der Fernsehserie Navy CIS und spielte in Don’t Come Knocking eine kleine Rolle. Im Jahr darauf stand sie für den Kurzfilm The Truth and Nothing But the Truth, für die Fortsetzung College Animals 2 und der Filmkomödie Hollywood vor der Kamera.

## Filmografie (Auswahl)
- 2001: All About Us (Fernsehserie, 13 Folgen)
- 2001: Boston Public (Fernsehserie, zwei Folgen)
- 2002: Nancy Drew – Auf der Suche nach der Wahrheit (Nancy Drew, Fernsehfilm)
- 2002: Auto Focus
- 2003: College Animals (National Lampoon Presents Dorm Daze)
- 2003: Jeepers Creepers 2 (Jeepers Creepers II)
- 2005: Don’t Come Knocking
- 2005: Zerophilia – Heute Er, Morgen Sie (Zerophilia)
- 2005: The Wonderful World of Disney (Fernsehserie, Folge 44x18 Nancy Drew)
- 2005: Navy CIS (NCIS: Naval Criminal Investigative Service, Fernsehserie, Folge 2x15 Caught on Tape)
- 2006: The Truth and Nothing But the Truth (Kurzfilm)
- 2006: College Animals 2 (National Lampoon’s Dorm Daze 2)
- 2008: Quarterlife (Fernsehserie, Folge 1x03 Anxiety)
- 2009: Penance – Sie zahlen für ihre Sünden (Penance)
- 2010: A Lure: Teen Fight Club
- 2010: Supreme Champion
- 2014: Stalker (Fernsehserie, Folge 1x10 A Cry for Help)
- 2014: 37
- 2015: The Invitation
- 2017: Freaks
- 2019: Steele Wool
- 2021: Isolation
- 2022: Zombae
- 2022: Drawn Into the Night
- 2024: The Womb